# NGC 1082
NGC 1082 ist eine linsenförmige Galaxie vom Hubble-Typ S0 im Sternbild Eridanus südlich des Himmelsäquators. Sie ist schätzungsweise 395 Millionen Lichtjahre von der Milchstraße entfernt.
Das Objekt wurde am 29. September 1886 vom US-amerikanischen Astronomen Lewis Swift entdeckt.